# Oberhausen-manifestet

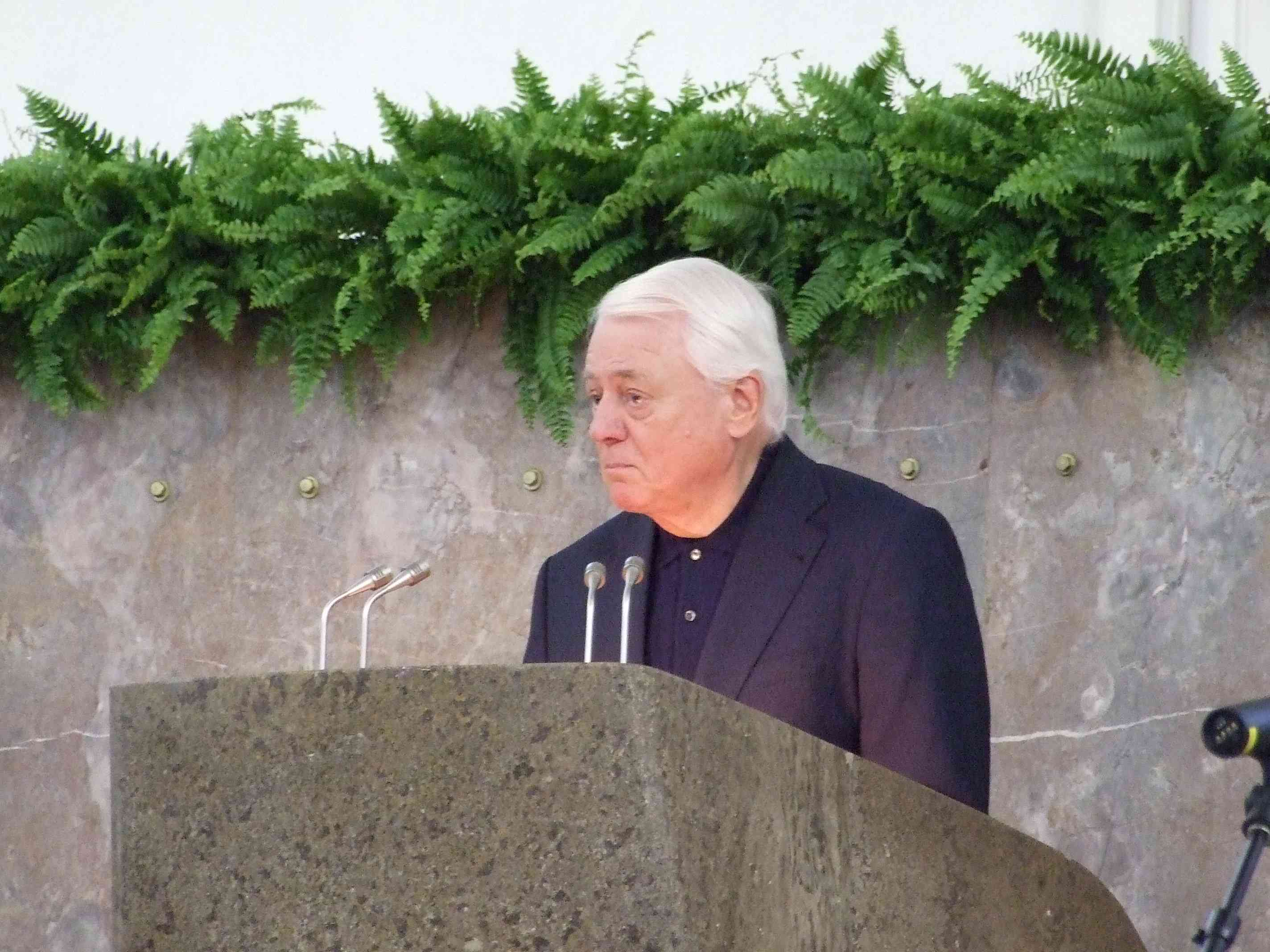
Alexander Kluge.

Oberhausen-manifestet, tyska Oberhausener Manifest, är ett manifest antaget av 26 unga tyska regissörer, författare och filmskapare vid Internationale Kurzfilmtage Oberhausen i Oberhausen den 28 februari 1962. Manifestet proklamerade filmskaparnas vilja att reformera den konventionella västtyska långfilmen, en filmtyp de ansåg vara omodern och degraderande. Den nya filmen föreställdes vara frigjord filmindustrins konventioner och självständig i förhållande till kommersiella intressen; den grundläggande principen var att ge filmskaparen autonomi i arbetsprocessen, såväl konstnärligt som ekonomiskt. Oberhausen-manifestet betraktas som en avgörande del i framväxten av vad som senare kom att benämnas som den Nya tyska filmen. Manifestet associeras vanligen med devisen ”Papas Kino ist tot” (”Pappas film är död”) trots att denna mening inte förekommer i manifestet. Däremot hette den presskonferens som hölls i samband med publiceringen av manifestet så.
Bland manifestets undertecknade återfinns regissörer som Edgar Reitz, Haro Senft och Alexander Kluge, vilka tillsammans med övriga blev kända som Oberhausen-gruppen. Många av dessa filmskapare kom senare att utgöra toppskiktet av den Nya tyska filmen. Det tredje avsnittet av Edgar Reitz' Zweite Heimat skildrar delvis tiden kring manifestets tillkomst och dess innehåll genom några unga filmskapares ögon i München.